# アンガーミュンデ
アンガーミュンデ（Angermünde, ドイツ語発音: [aŋɐˈmʏndə], アンゲルミュンデとも）はドイツ連邦共和国東部のブランデンブルク州、ウッカーマルク郡にある市である。ベルリンから北東に 70 km ほど、ミュンデ湖のほとりにある。アンガーミュンデ駅はベルリン-シュチェチン線の主要駅となっており、プレンツラウ、バート・フライエンヴァルデ (オーダー)、シュヴェート/オーダーへと路線が伸びている。

## 概要
ウッカーマルク地方での主要な都市の一つであり、複数のプロテスタントの教会、多数の高等教育機関があるのに加え、旧市庁舎とマルクト広場の歴史的景観を近年になって整備している。しかし伝統産業であるエナメル工業が次第に低調となってきていることから人口が減少してきており、1万人程度の規模となっているが、湖が多くジビエの豊富なウッカーマルクの森に囲まれており、観光産業が盛んである。
ブリタニカ百科事典第11版 (1911年) では、アンガーミュンデは1420年にフリードリヒ1世がポンメルン軍を撃破したことで知られる、とある。

## 歴史
- 11世紀前半、アンガーミュンデは貿易の要衝であった。1210年から20年間、城主はドイツから入植を受け入れて街の守りを強化し、街で最初の石造りの教会（聖マリア教会、Marienkirche）が1210年に建設された。
- 1254年、ブランデンブルク辺境伯ヨハン・オットー III 世により、都市権が与えられる[2]。
- 1245年から1250年にかけて、最初のレンガ造りの教会であるフランシスコ教会 (Franziskaner-Klosterkirche Peter und Paul)が建設される。
- 1313年、ブランデンブルク=シュテンダール辺境伯ヴァルデマールにより治水権が移転される[3]。
- 1420年、アンガーミュンデの戦いにおいて、ブランデンブルク軍がポンメルン軍を破る。
- 1817年、ウッカーマルク郡に所属する町となる。
- 1838年、ドイツ全土で発生したヘプヘプ・ポグロム（英語版）によりシナゴーグやユダヤ人墓地が破壊される。
- 1842年、シュテティーン鉄道のベルリン - アンガーミュンデ間が開通。
- 1945年、二次大戦末期、ドイツ国防軍の脱走兵が絞首刑に処された。その後のソヴィエト赤軍の侵攻に際して、戦闘を避け折衝を行った後に降伏。そのため市街地は破壊を免れている。

## ギャラリー

アンガーミュンデの建築物
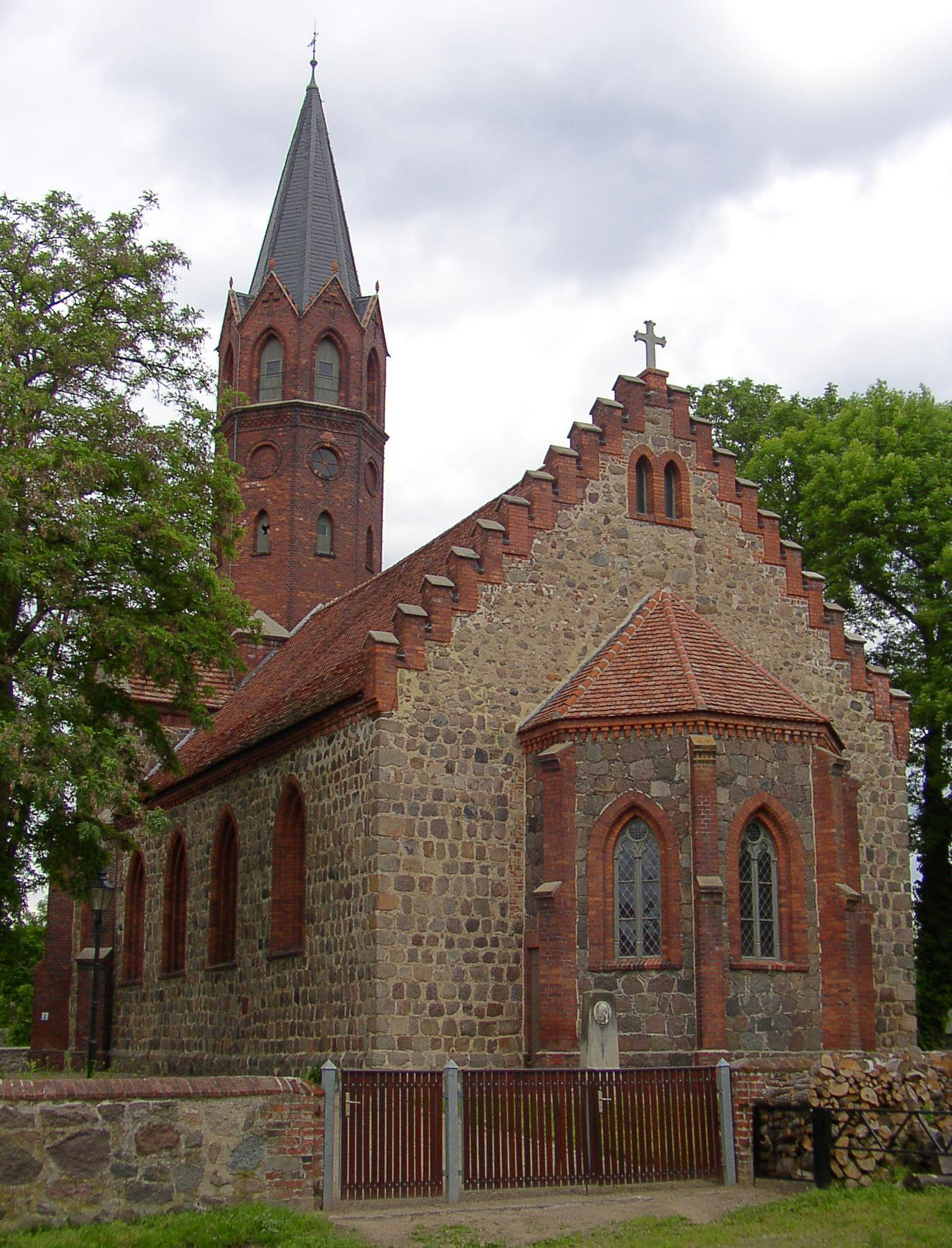
アルトキュンケンドルフ地区の、フリードリヒ・アウグスト・シュテューラー（英語版）の手による教会
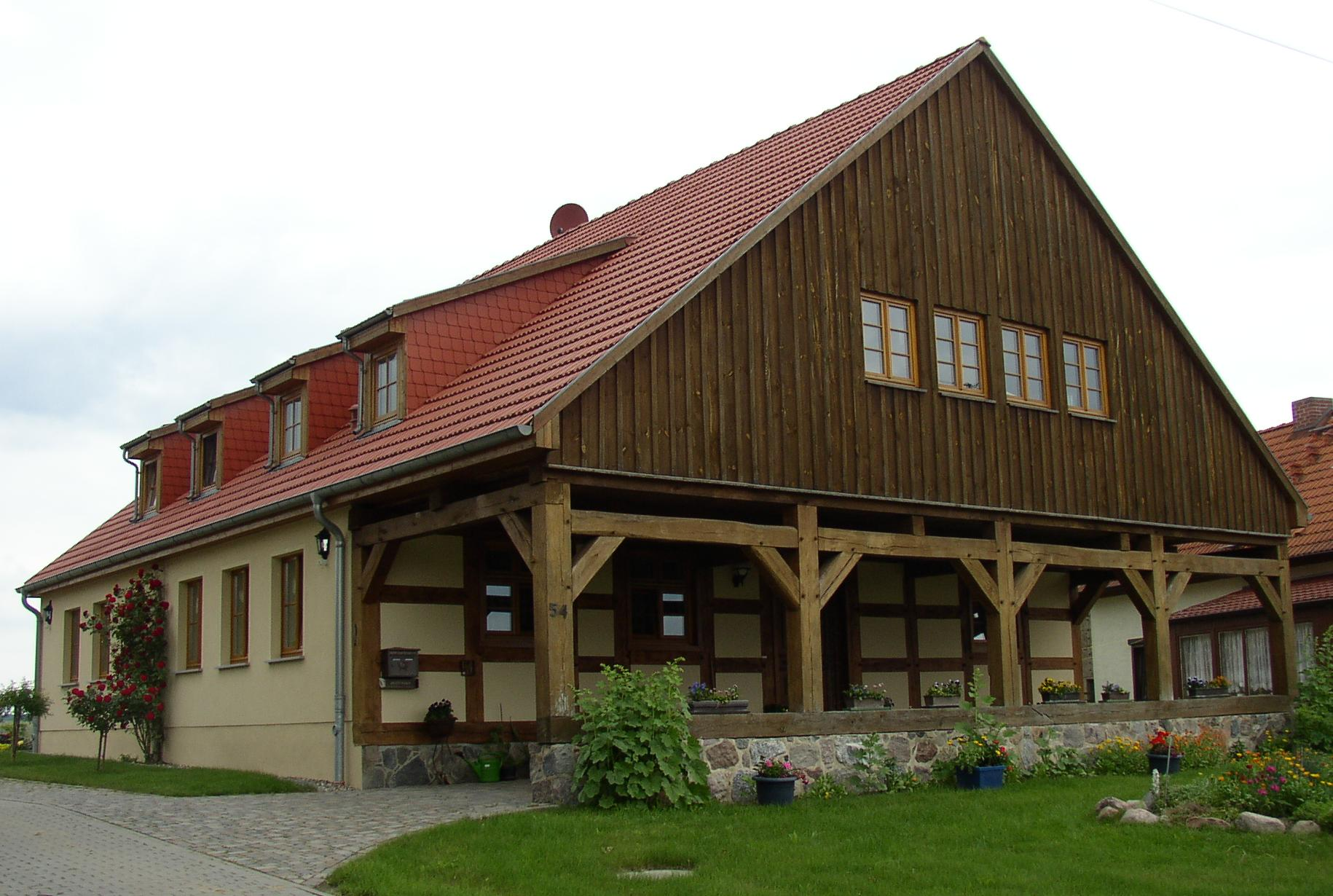
シュミーデベルク地区の近代風のフォアラウベンハウス（ドイツ語版）（四阿部分を持つ建物）
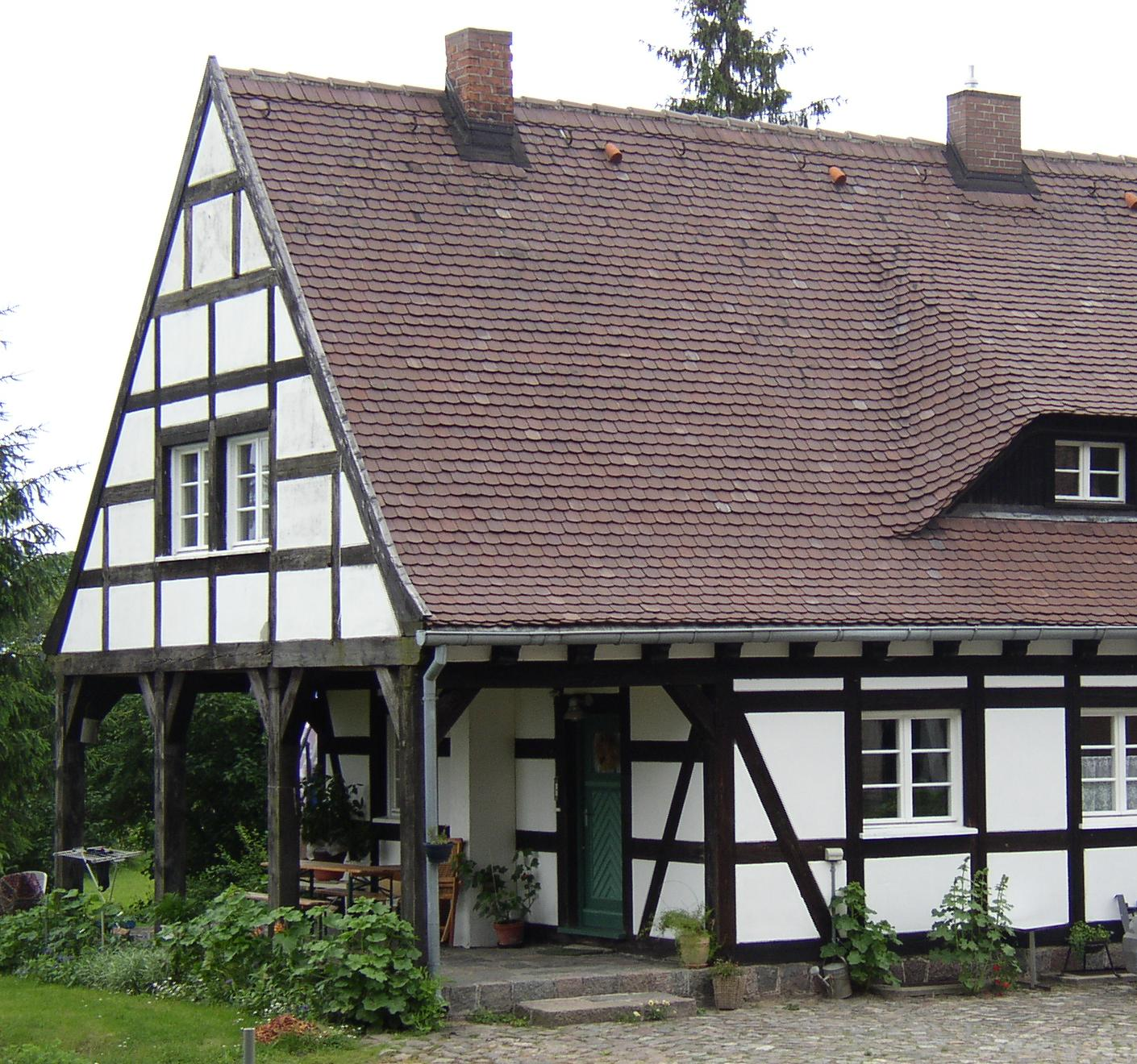
シュミーデベルク地区のフォアラウベンハウス
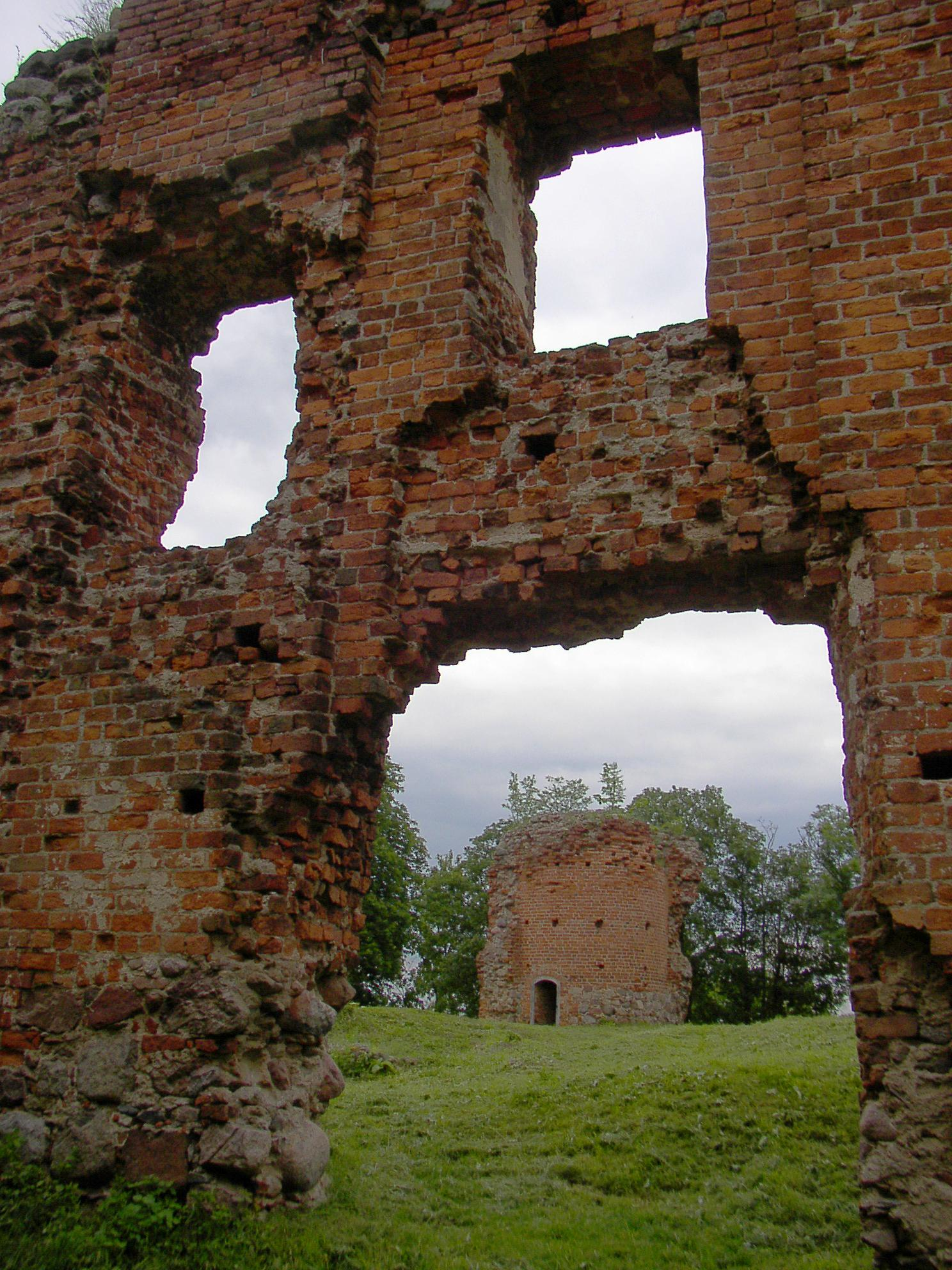
グライフェンベルク（ドイツ語版）遺跡
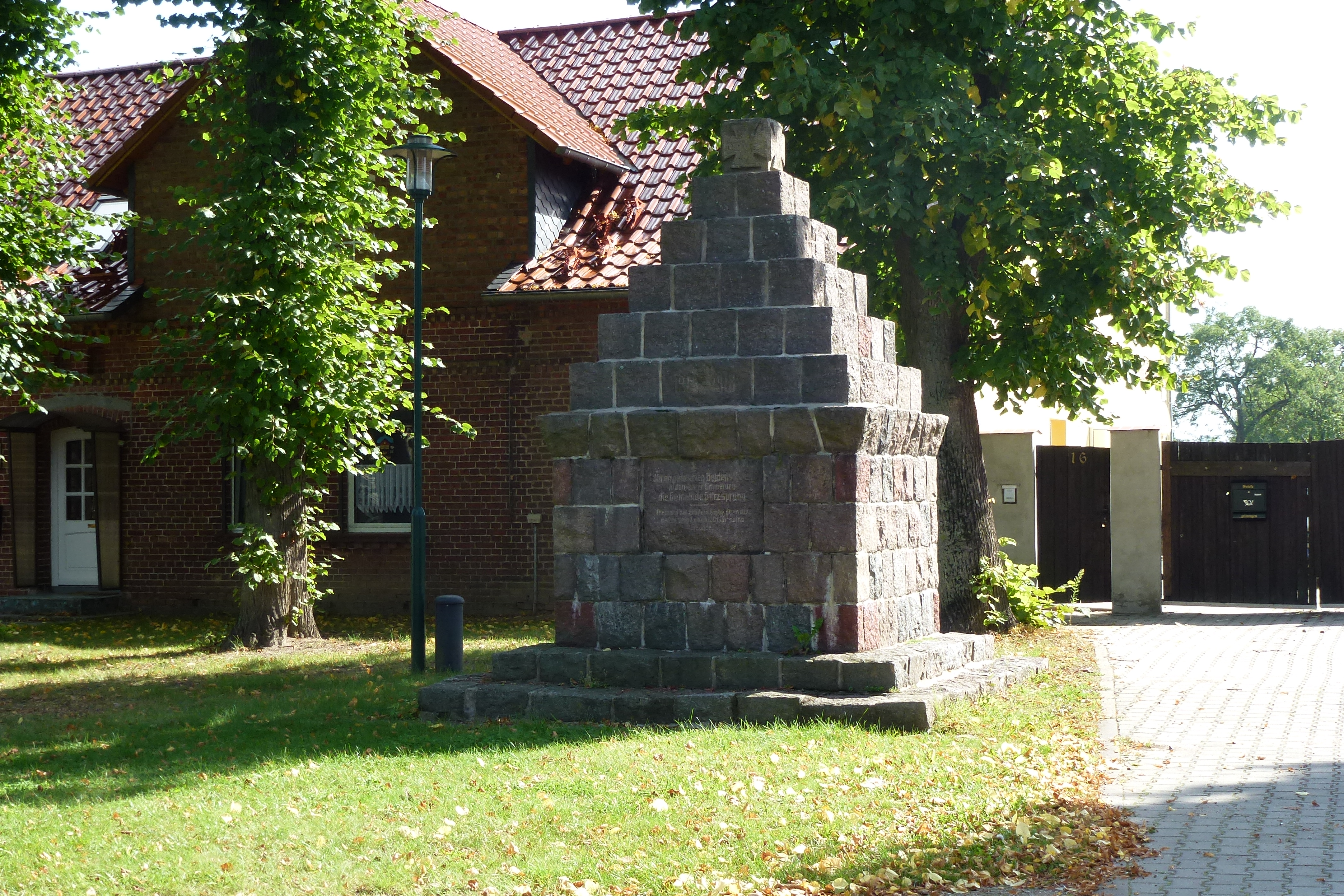
ヘルツシュプルング地区の戦争記念碑
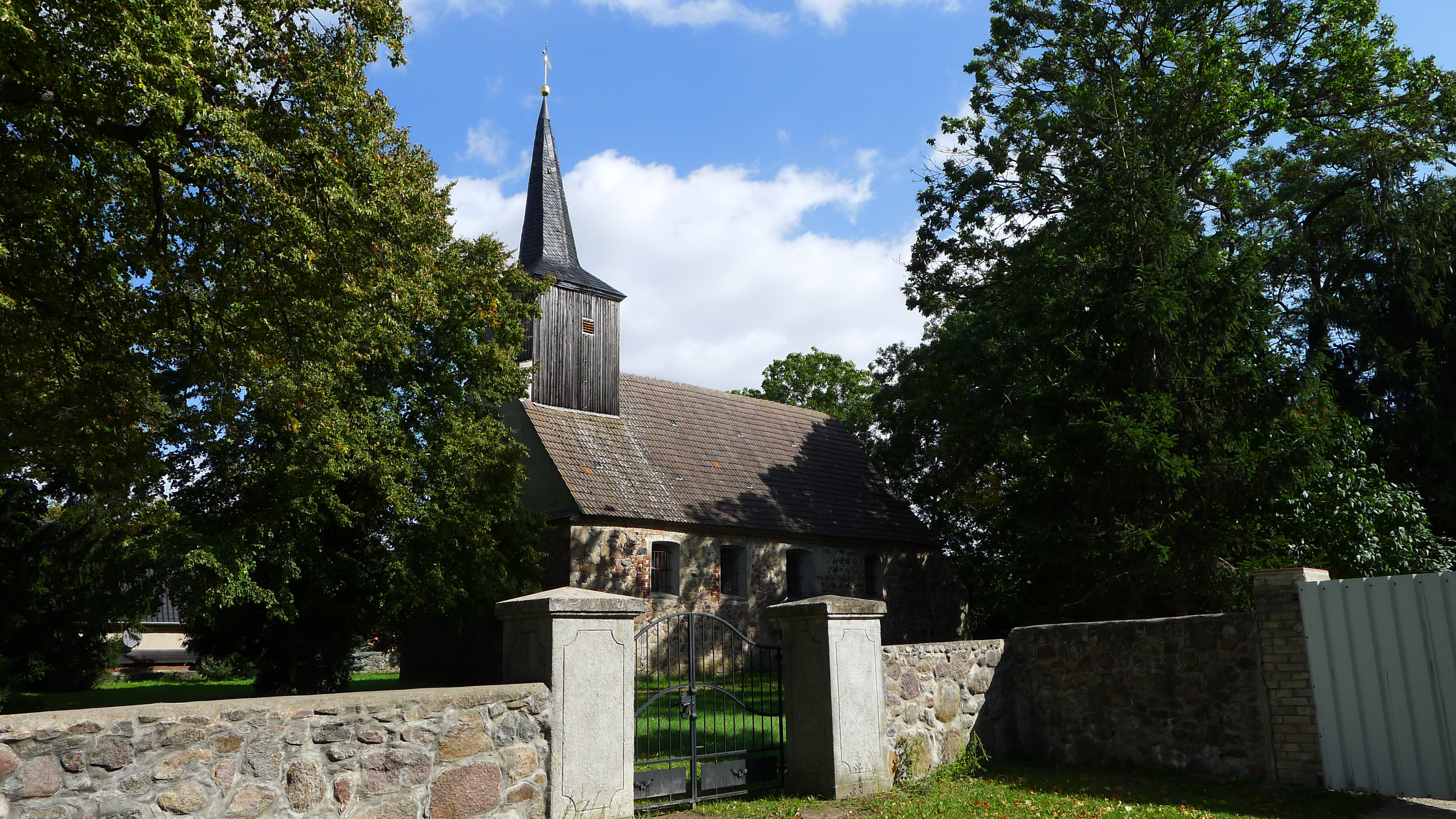
ヘルツシュプルング地区の教会
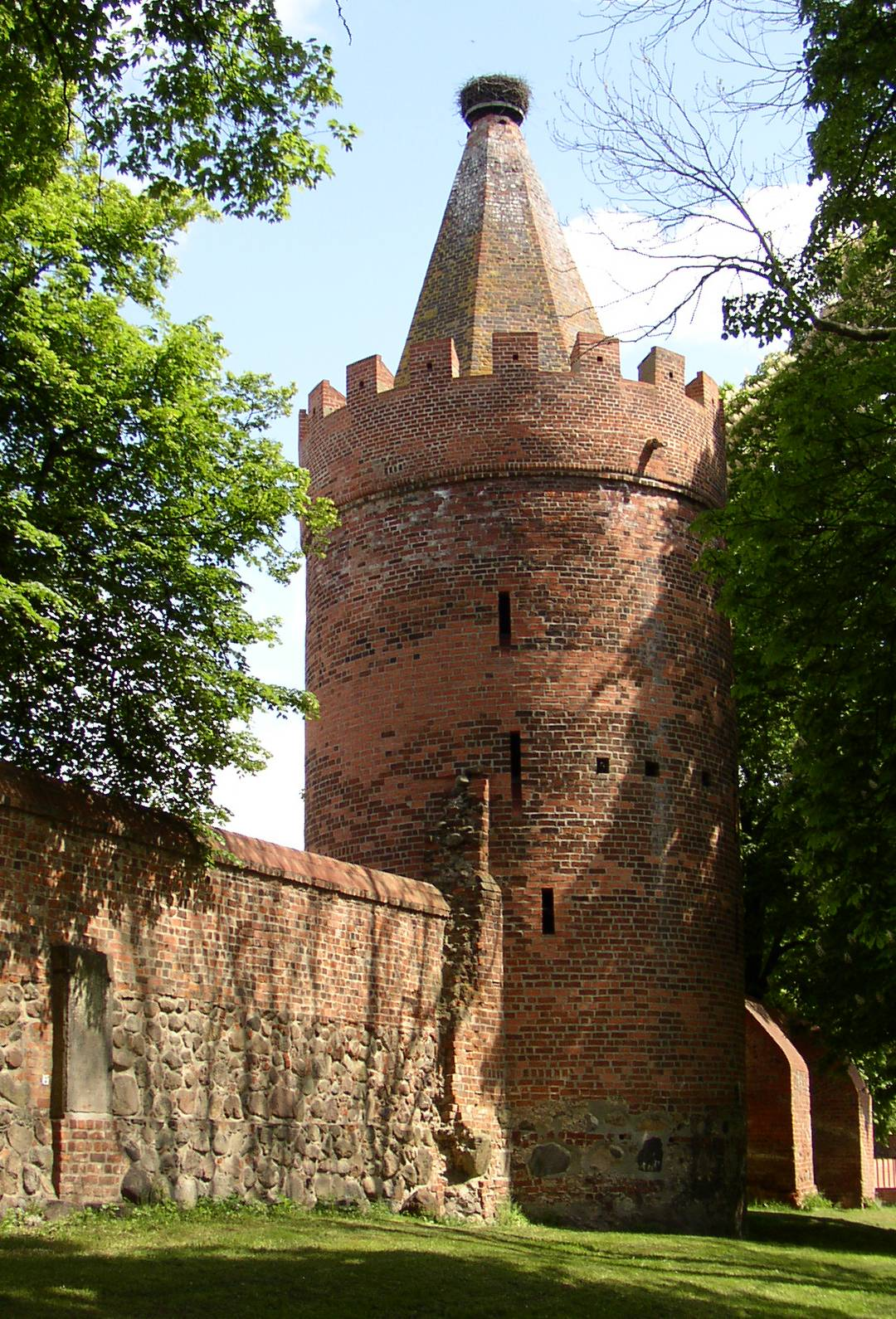
粉屋の塔 (Pulverturm)
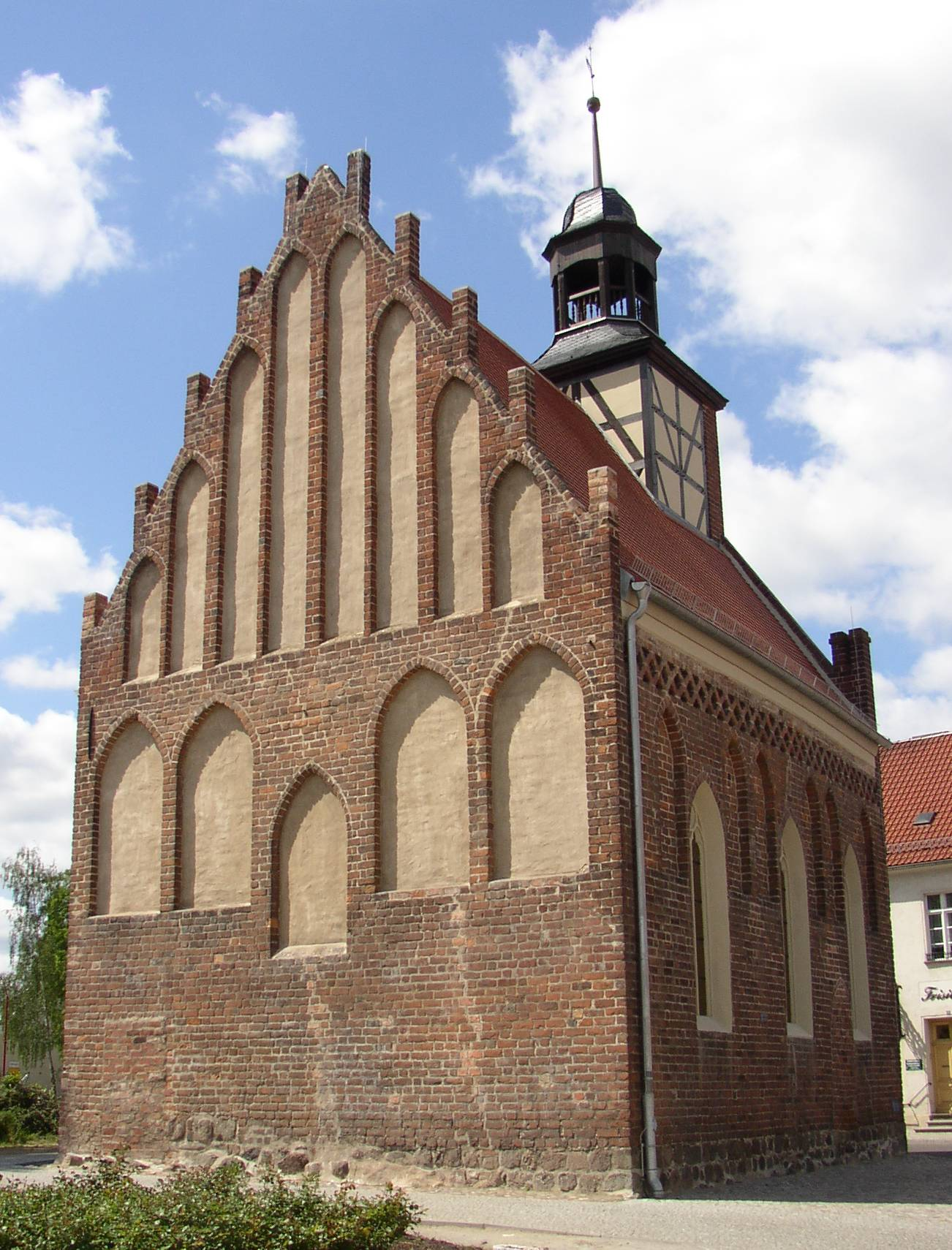
聖精霊礼拝堂 (Heilig-Geist-Kapelle)
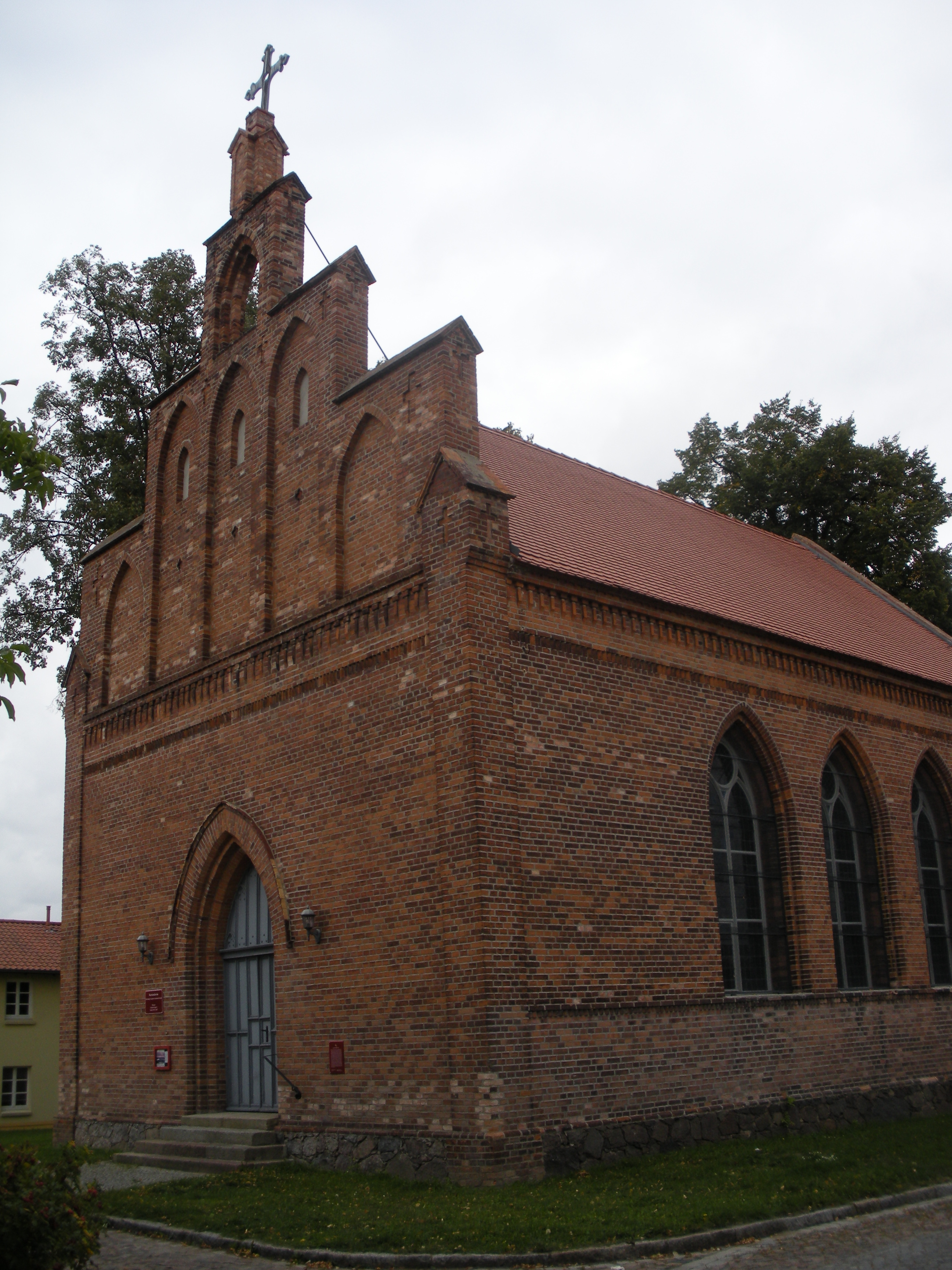
マルティン教会 (Evangelisch-Lutherische Martinskirche)
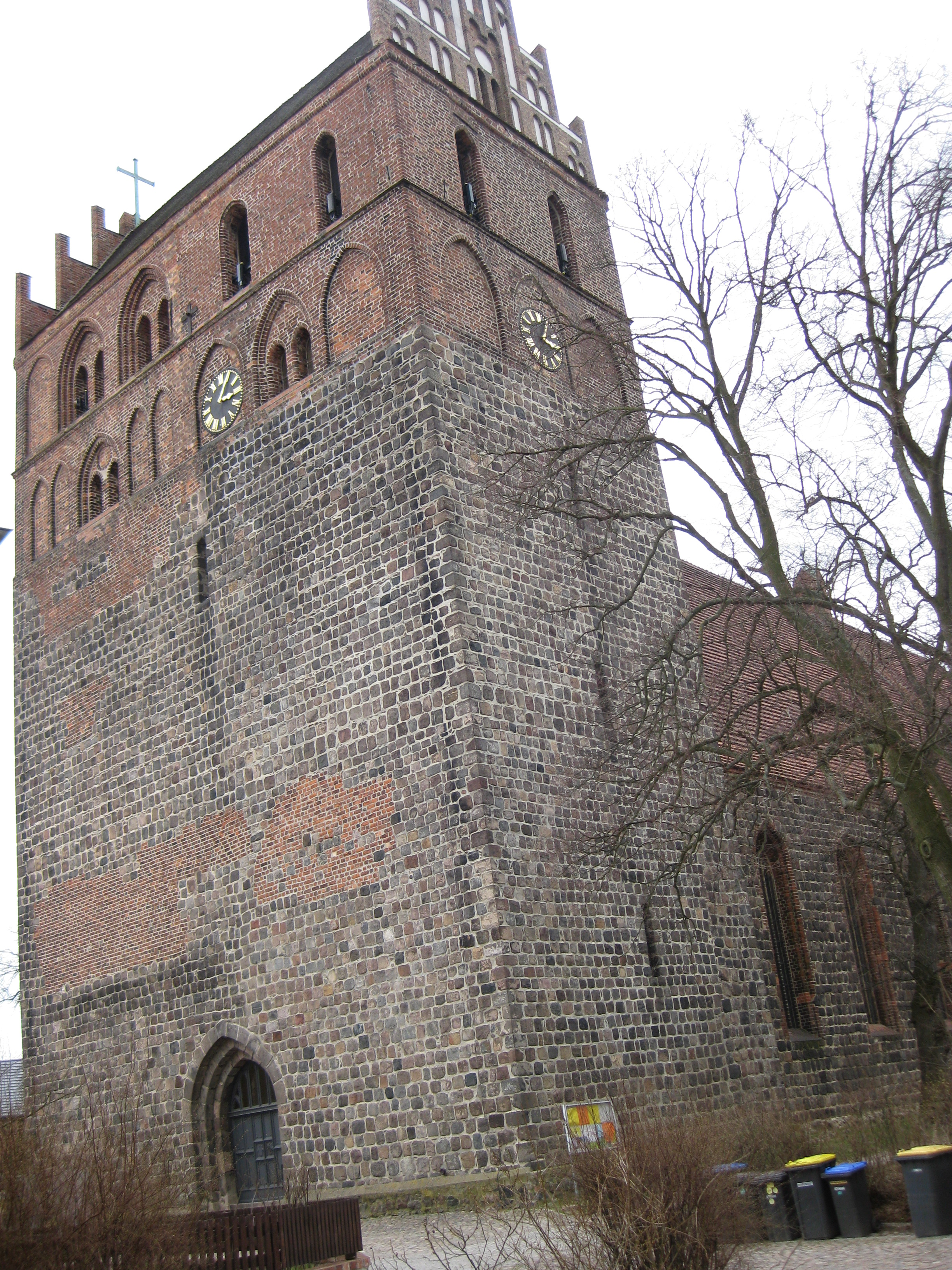
聖マリア教会、西構
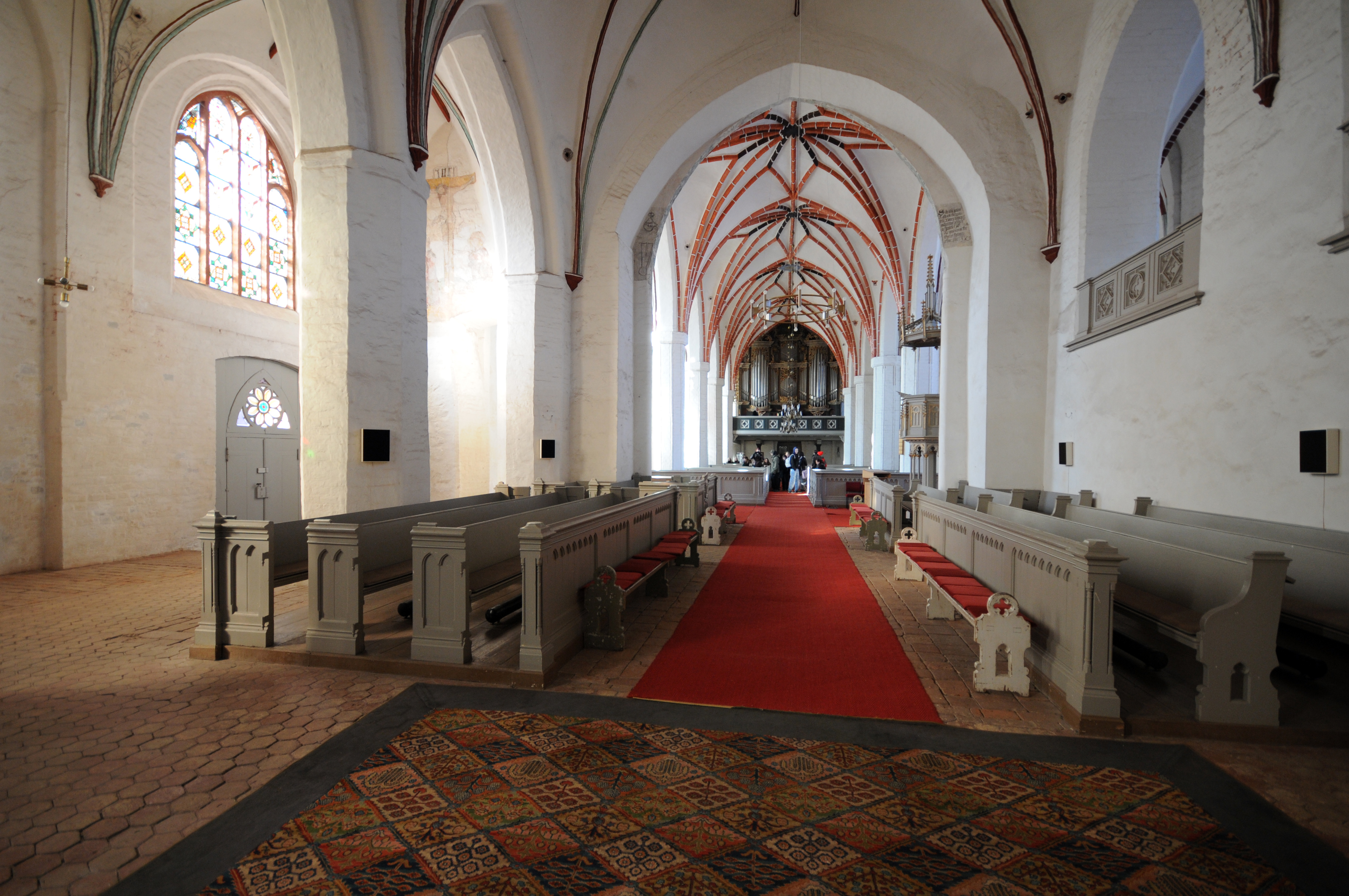
コーラス席から見た聖マリア教会の内部（奥に有名なオルガン[4]が見える）

マルクト広場とクリスティアン・ウーリヒによる彫刻
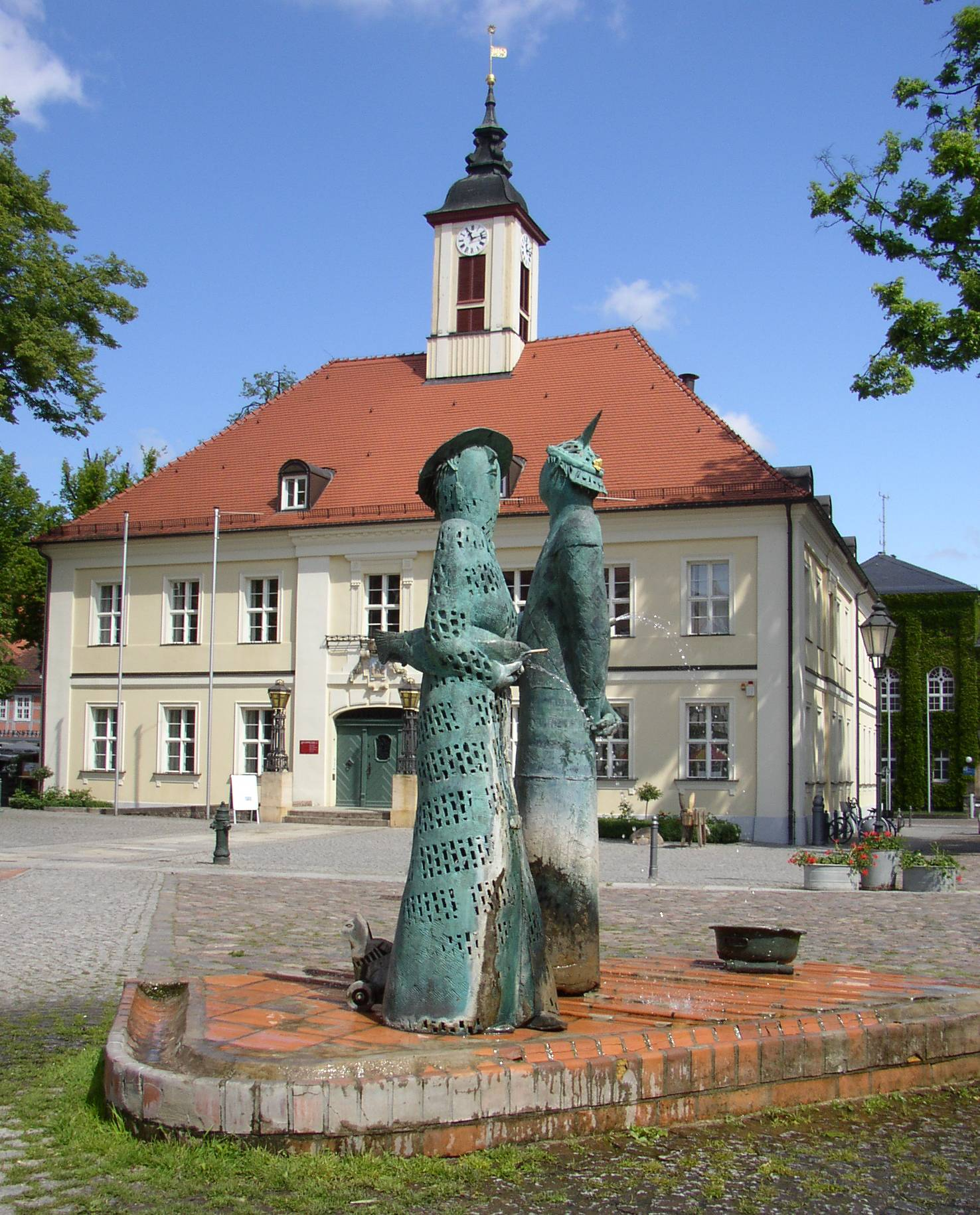
市庁舎とマルクト広場
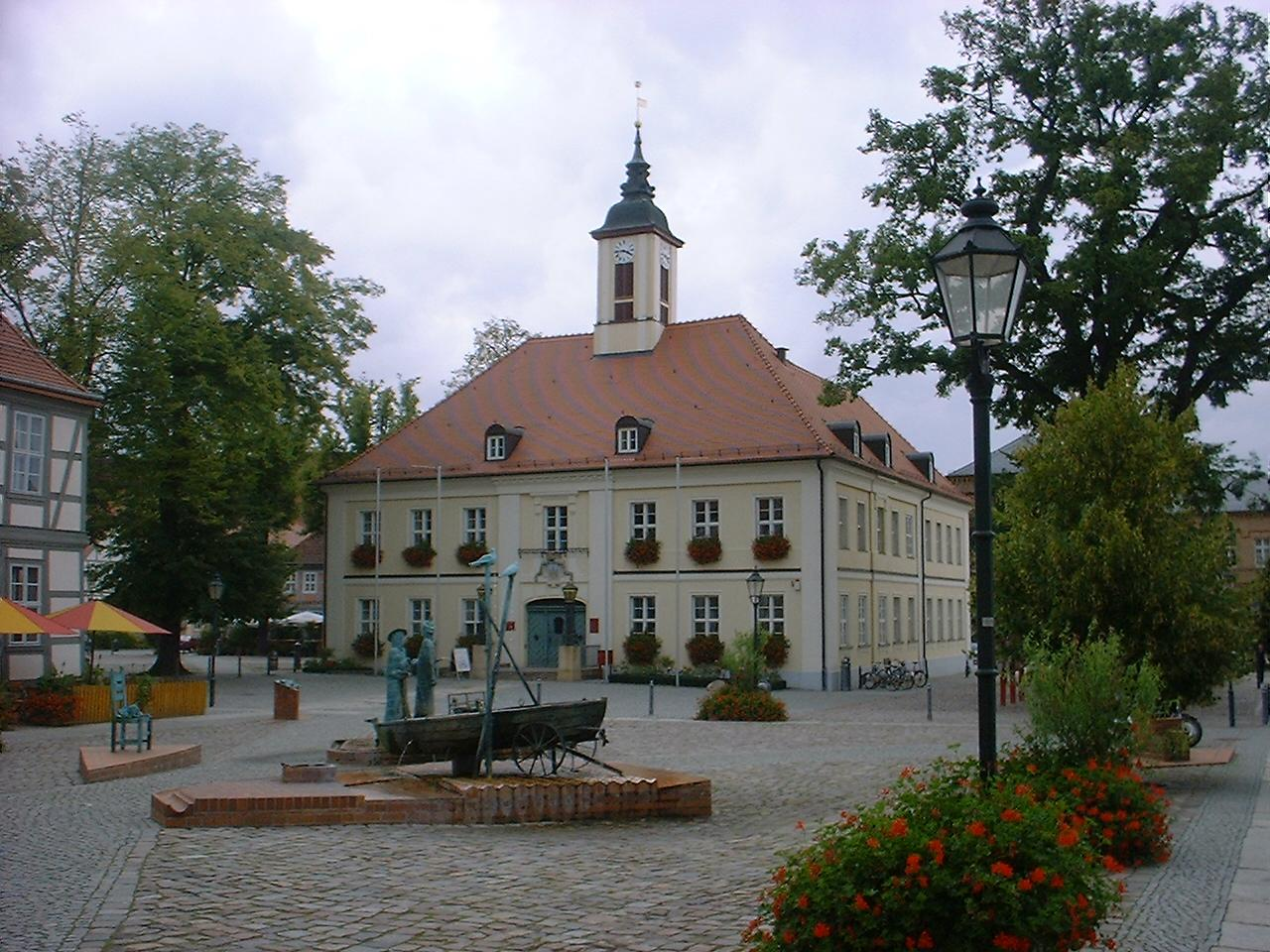
市庁舎とマルクト広場
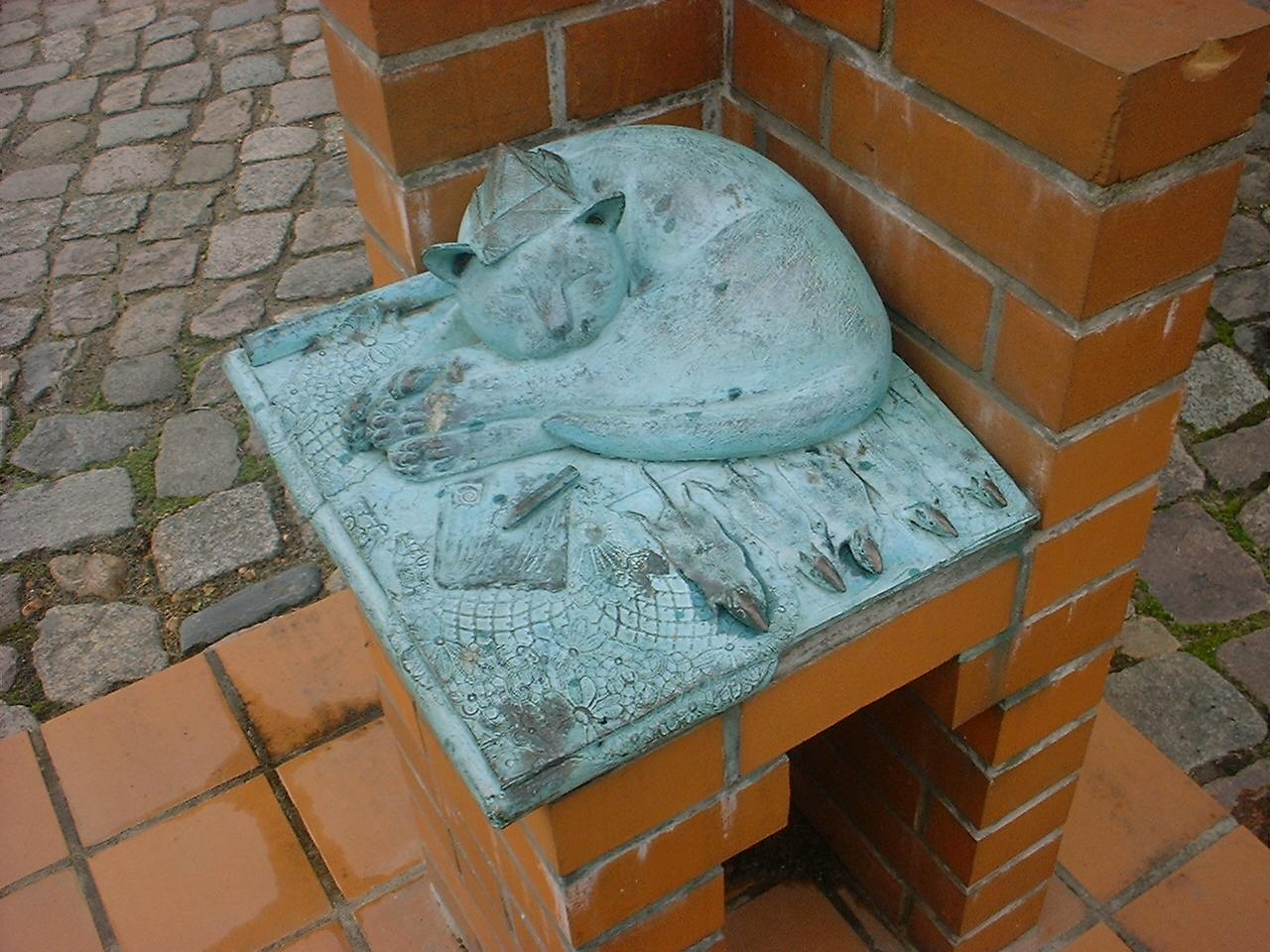
マルクト広場の彫刻
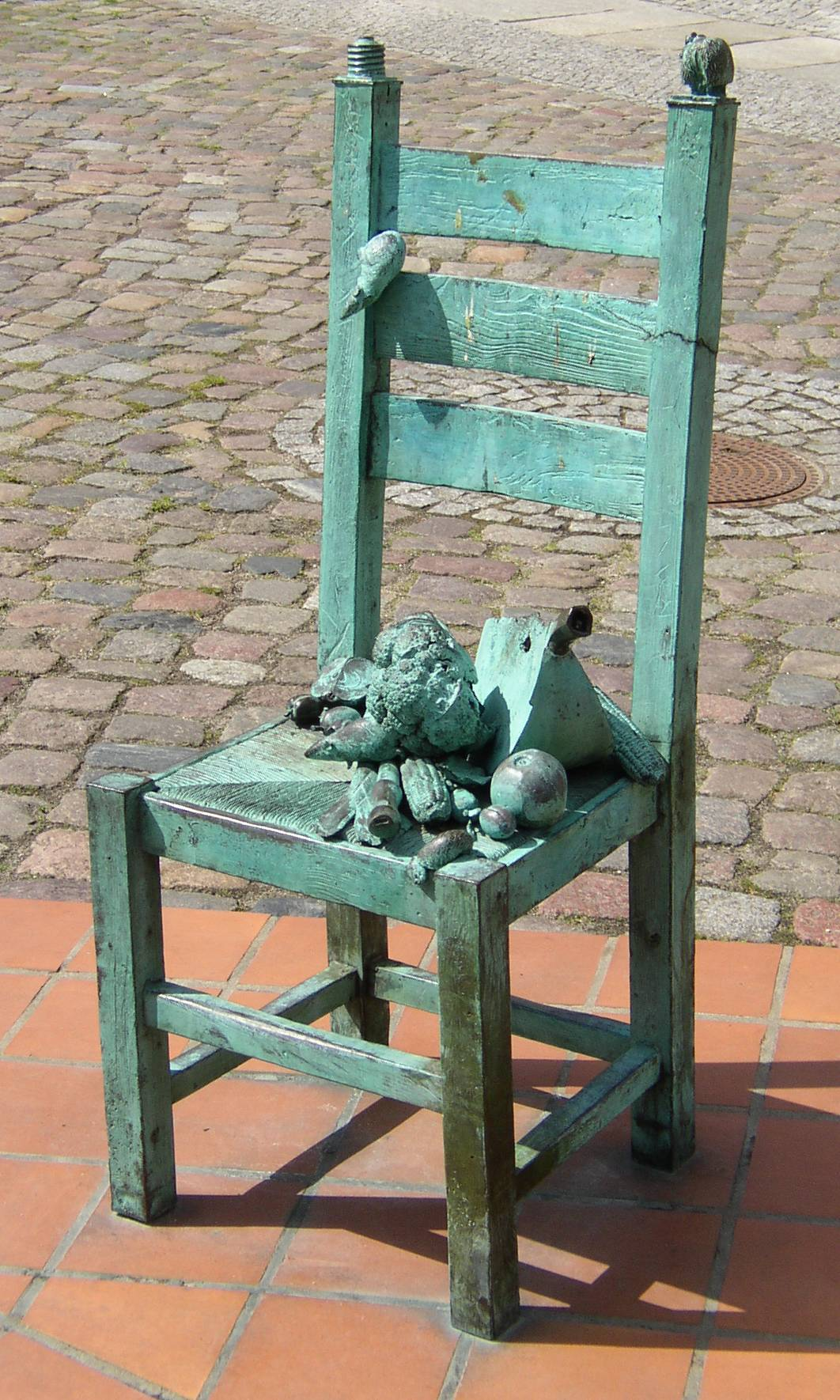
マルクト広場の彫刻

近辺の観光地
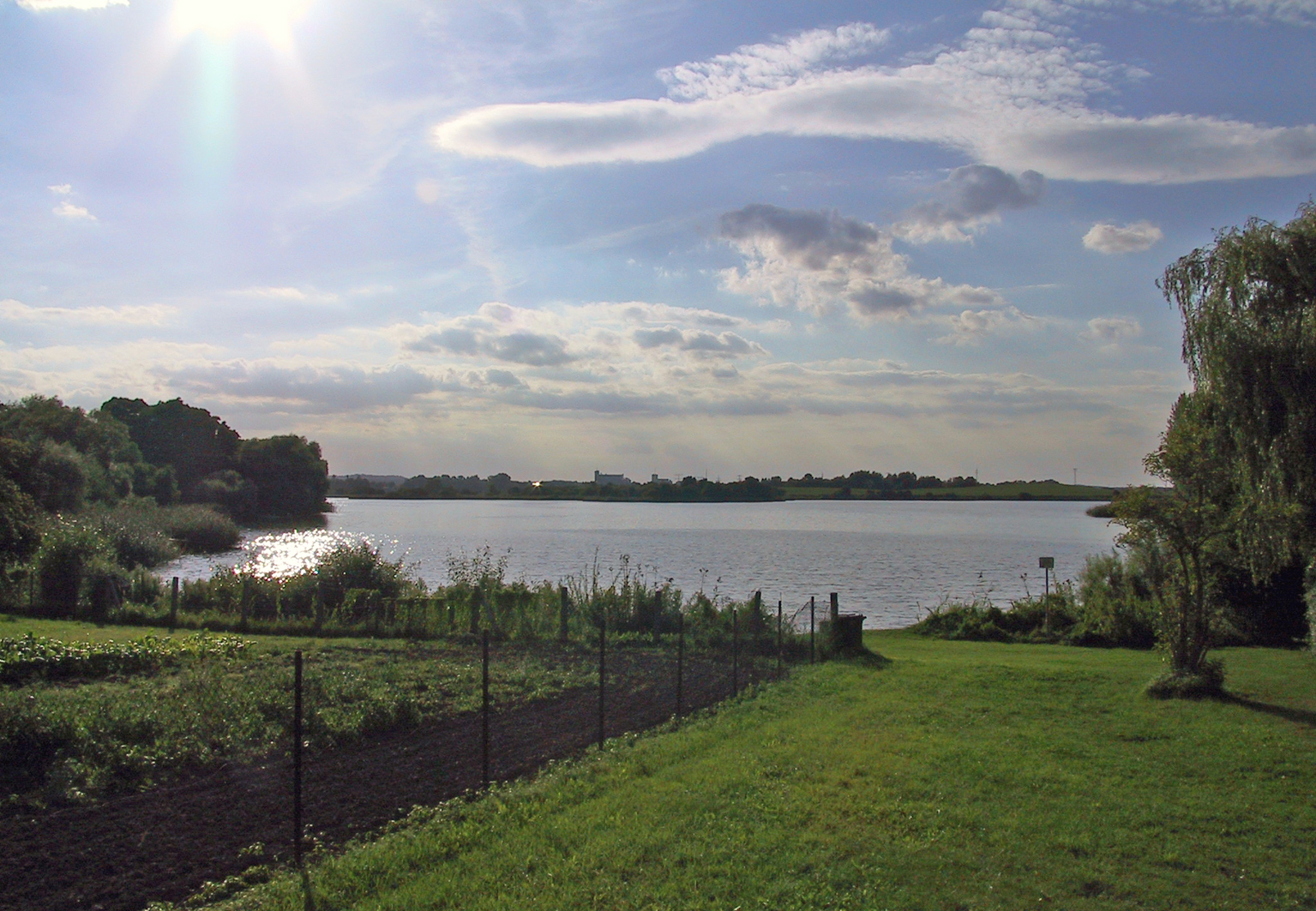
アンガーミュンデのミュンデ湖
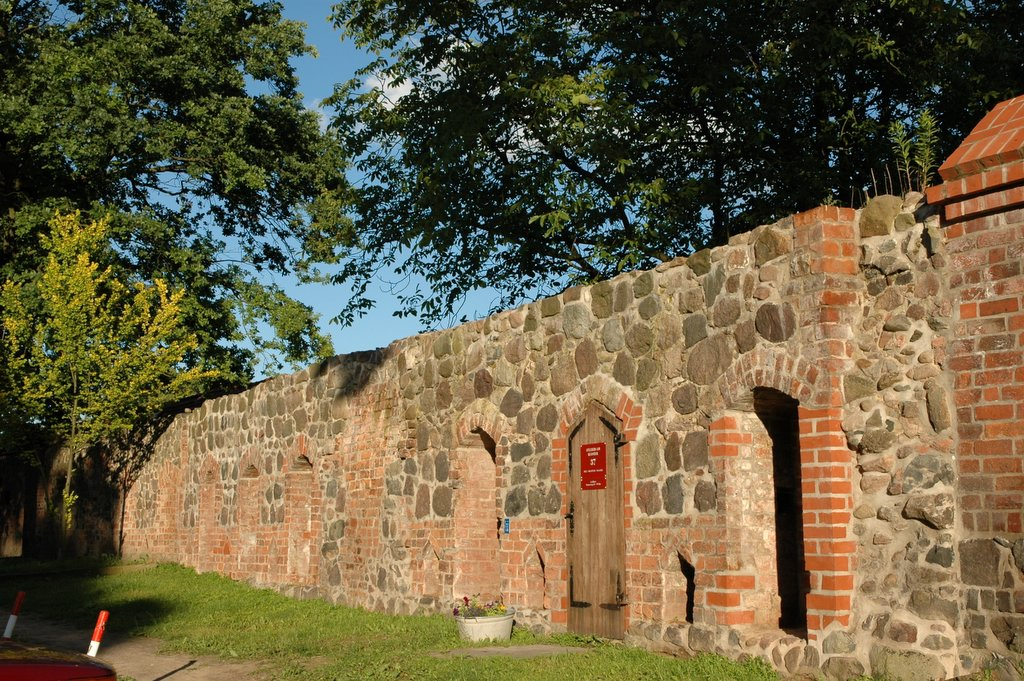
市を囲む城壁
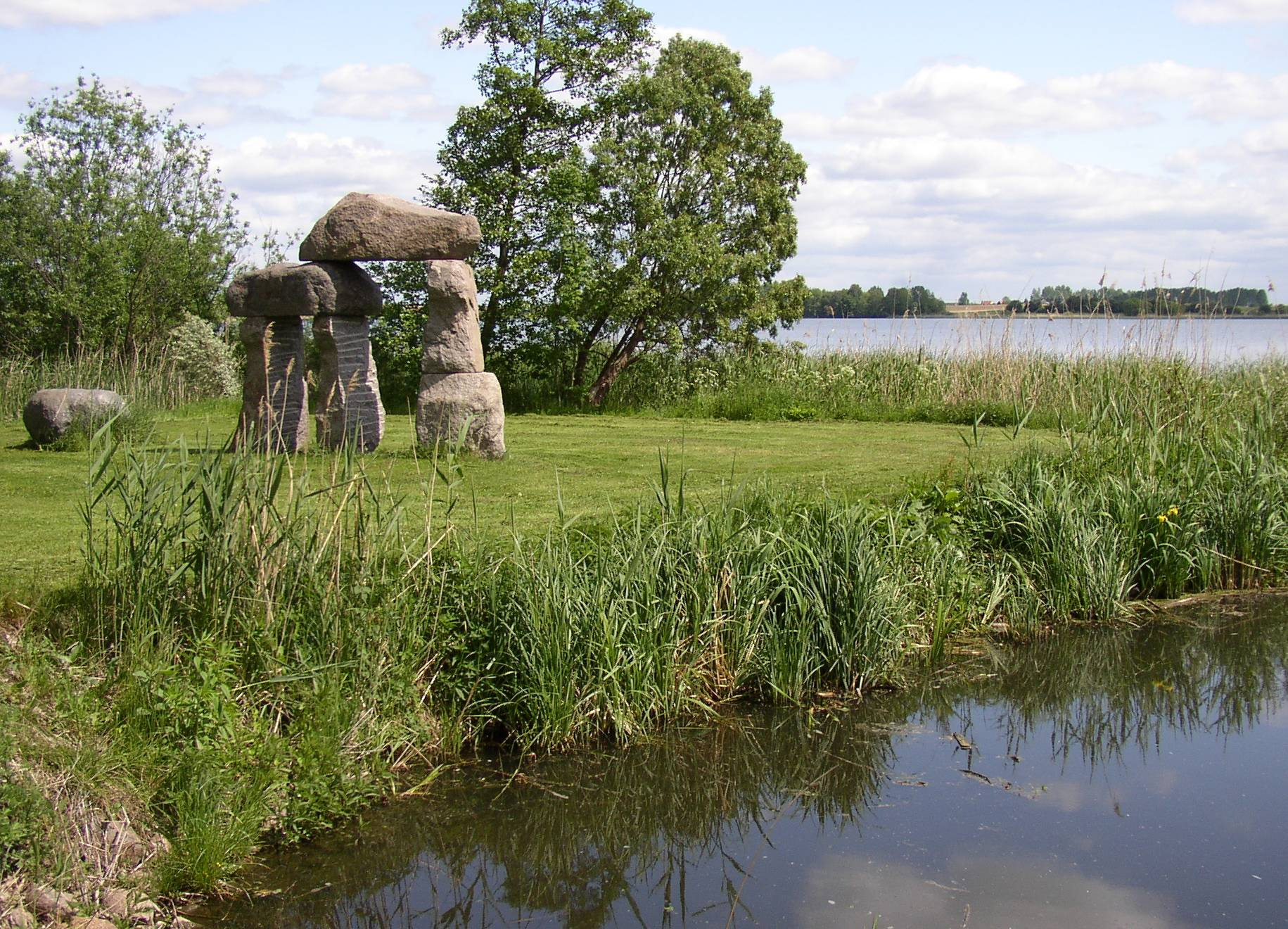
彫刻を配置してあるミュンデ湖の散策道
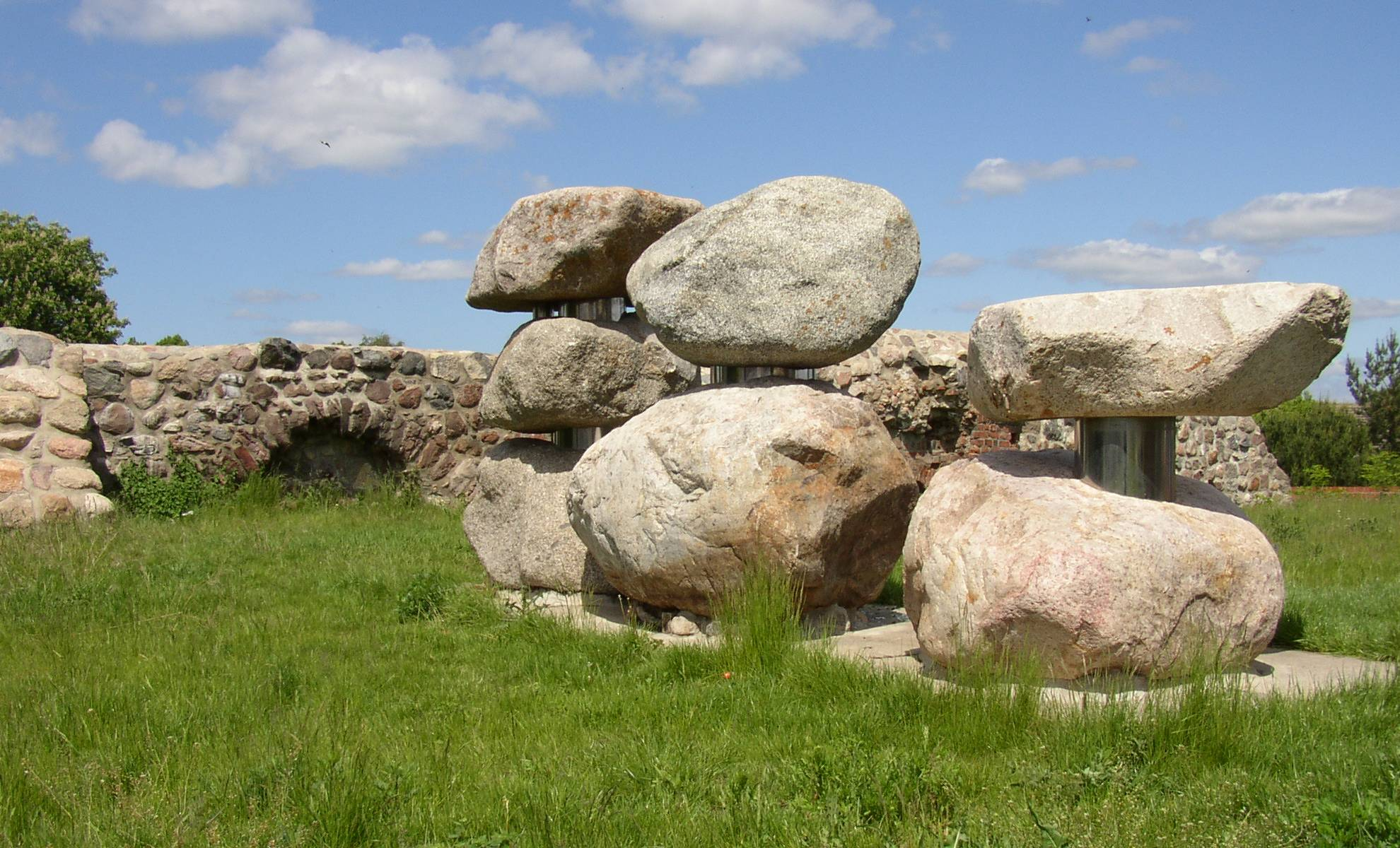
近隣の丘陵地にある遺跡